# Papinec
Papinec es una localidad de Croacia situada en el municipio de Vidovec, en el condado de Varaždin. Según el censo de 2021, tiene una población de 97 habitantes.

## Demografía
| Gráfica de población de Papinec 1857-2021                           |
|                                                                     |
| Según los censos de población de la Oficina de Estadísticas Croata. |